# Pișceane, Bilopillea
Pișceane (în ucraineană Піщане) este un sat în comuna Bobrîk din raionul Bilopillea, regiunea Sumî, Ucraina.

## Demografie
Componența lingvistică a localității Pișceane
     Ucraineană (100%)
Conform recensământului din 2001, toată populația localității Pișceane era vorbitoare de ucraineană (100%).